# Верх-Люкино
Верх-Лю́кино (Верхнее Люкино) — деревня в Балезинском районе Удмуртии. Центр Верх-Люкинского сельского поселения.
Население — 363 человек (2007; 33 в 1961).
У деревни протекает речка Люк, правый приток реки Чепца.
До села Карсовай — 12 километров.
В селе имеются 6 улиц: Вишневая, Лесная, Полевая, Родниковая, Рябиновая и Центральная.

## История
Известная купеческая династия
Волковы корнями с данного селения. 
- ГНИИМБ: 1837
- Индекс: 427542